# Pesadas de Burgos
Pesadas de Burgos es una localidad y una entidad local menor situadas en la provincia de Burgos, comunidad autónoma de Castilla y León (España), comarca de Páramos, partido judicial de Villarcayo.

## Geografía
Situada en la margen derecha del Ebro, entre la sierra de Tudanca y el páramo de Masa, zona de transición con la comarca de las Merindades a la que se accede atravesando el puerto de La Mazorra. Junto a las localidades de Dobro, Villaescusa, Villalta, Huidobro y Escóbados de Arriba.
A 1011 m s. n. m., distante 24 km de Villarcayo, cabeza de partido, y 50 de Burgos. 

### Comunicaciones
Atravesada por la carretera  CL-629 , donde circula la línea de autobuses Burgos-Bilbao.
A 250 m de distancia se encuentra la carretera local  BU-V-5032  que nos lleva a Sedano, Villaescusa.

## Historia
La primera mención que aparece en los documentos acerca del pueblo es en el año 945 al tratar del Cuerno de Buetrone. (Butrón es la región de altos páramos), hoy despoblado de Villalta. En tiempos de Fernando III, en un escrito de donación del castillo de Butrón se alude también a Pesadas.
En esta localidad pernoctó Carlos V, por ello está situada en la Ruta Carlos V.
La Villa formaba parte del Partido de Burgos con jurisdicción de realengo y alcalde ordinario hasta la caída del Antiguo Régimen, que queda constituida en Ayuntamiento constitucional dentro del partido de Sedano, en la región de Castilla la Vieja con 30 hogares y 123 habitantes. Ya en la segunda década del siglo XX se integra en su actual municipio con 44 hogares y 205 vecinos.

## Demografía
| Gráfica de evolución demográfica de Pesadas de Burgos entre 1842 y 1920 |
| |
| Población de derecho según los censos de población del INE. Población de hecho según los censos de población del INE.En este censo se denominaba Pesadas: 1842. Entre el censo de 1930 y el anterior, este municipio desaparece porque se integra en el municipio Los Altos. |

## Patrimonio arquitectónico
La iglesia, bajo la advocación de San Miguel Arcángel es dependiente de la parroquia de Sedano, incluida en el arciprestazgo de Ubierna-Urbel, diócesis de Burgos. 
Además de la iglesia de San Miguel Arcángel, hay que mencionar la ermita de Nuestra Señora de los Casares, ahora declarada en ruina.

## Festividad
Celebra sus fiestas el 29 de septiembre día de San Miguel. El día de San Miguel se lleva a cabo una romería en la cual los habitantes se desplazan a la iglesia del pueblo. Durante dicho desplazamiento llevan a hombros una estatua del santo (generalmente unas cuatro personas) así como otros estandartes. A lo largo del desplazamiento la gente ora y canta bajo la supervisión del cura.

## Densidad de población
La comarca de Las Merindades ha experimentado un fuerte descenso poblacional, especialmente acusado en los núcleos de población pequeños, como es Pesadas de Burgos. La densidad de habitantes de Tubilleja, 2,25 hab./km² sitúa a este pueblo muy por debajo del límite de desertización poblacional en zonas de montaña (12 hab/km²). Además de la economía rural de subsistencia, el turismo es casi la única industria con cierta importancia en la zona, favorecida por un entorno natural en el que destaca el parque natural de las Hoces del Alto Ebro y Rudrón.

## Lugares de interés
- Iglesia de San Miguel Arcángel

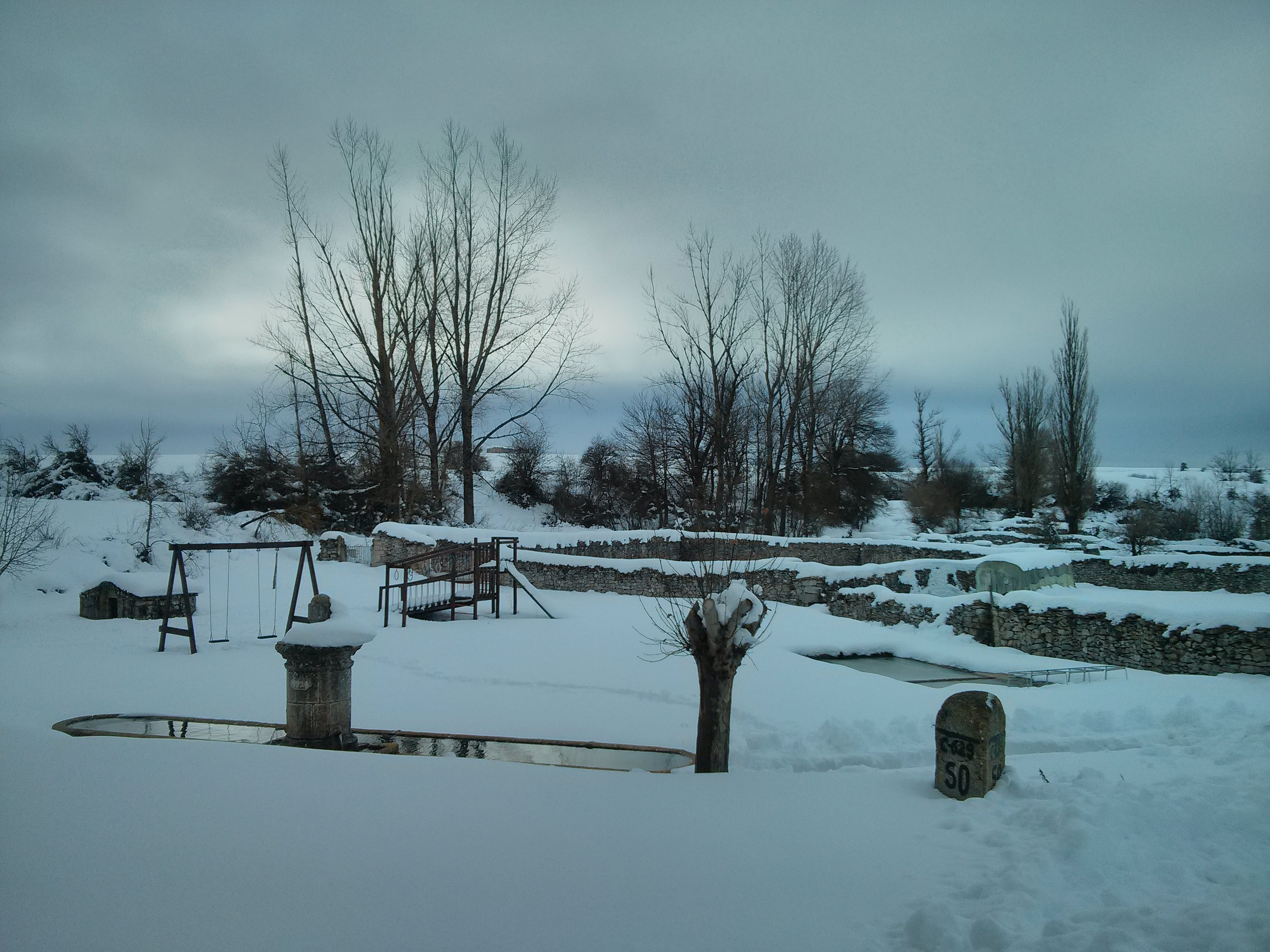
Fuente y pilón.

- Ruinas de la ermita dedicada a Nuestra Señora de los Casares así como una panorámica de la zona.
- Yacimiento arqueológico del domen del Moreco, en Huidobro.[8]
- Yacimiento arqueológico del dolmen de la Cotorrita en Porquera del Butrón.[9]

## Naturaleza
- Parque natural de las Hoces del Alto Ebro y Rudrón.

### Fauna local
Con respecto a la fauna de los alrededores existe una gran variedad:
Mamíferos como el jabalí, conejo, lobo ibérico, zorro, erizo, corzo y ciervo.
Aves destacando el águila real y perdicera, alimoche, halcón peregrino, buitre leonado y búho real.